# René Lemoine
René Lemoine (29. prosince 1905, Nancy, Francie – 19. prosince 1995, Paříž) byl francouzský sportovní šermíř, který kombinoval na šerm fleretem a kordem.
Francii reprezentoval ve třicátých letech. Na olympijských hrách startoval v roce 1932 a 1936 v soutěži jednotlivců a družstev. V roce 1937 obsadil třetí místo na mistrovství světa v soutěži jednotlivců. S francouzským družstvem fleretistů vybojoval na olympijských hrách 1932 zlatou olympijskou medaili a na olympijských hrách 1936 stříbrnou olympijskou medaili. V roce 1937 vybojoval s družstvem fleretistů druhé místo na mistrovství světa.